# 兵庫県道474号下内膳物部線
兵庫県道474号下内膳物部線（ひょうごけんどう474ごう しもないぜんものべせん）は、兵庫県洲本市を通る一般県道である。

## 概要
洲本市下内膳から洲本市物部2丁目に至る。

### 路線データ
- 起点：洲本市下内膳
- 終点：洲本市物部2丁目（中島交差点、兵庫県道473号広田洲本線交点）
- 総延長：2.531 km

## 路線状況

### 重複区間
- 兵庫県道125号洲本松帆線（洲本市桑間・桑間交差点 - 洲本市下加茂・下加茂交差点）

### 道路施設

#### 橋梁
- 上加茂橋（洲本川、洲本市）
- 新加茂橋（洲本川、洲本市、兵庫県道125号洲本松帆線重複区間内）
- 下加茂橋（洲本川、洲本市）

## 地理

### 通過する自治体
- 洲本市

### 交差する道路
| 交差する道路                                                | 交差する場所 | 交差する場所      |
| ----------------------------------------------------------- | ------------ | ----------------- |
| 兵庫県道469号上内膳塩尾線                                   | 下内膳       |                   |
| 兵庫県道474号下内膳物部線 / 新道                            | 上加茂       |                   |
| 兵庫県道125号洲本松帆線 重複区間起点                        | 桑間         | 桑間交差点        |
| 兵庫県道46号洲本五色線 兵庫県道125号洲本松帆線 重複区間終点 | 下加茂       | 下加茂交差点      |
| 国道28号                                                    | 桑間1丁目    | [ 注釈 1 ]        |
| 兵庫県道473号広田洲本線 兵庫県道534号畑田組栄町線 重複      | 物部2丁目    | 中島交差点 / 終点 |
| 新道                                                        |              |                   |
| 兵庫県道46号洲本五色線 兵庫県道469号上内膳塩尾線            | 上加茂       | 上加茂交差点      |

### 沿線
- 洲本市立加茂小学校
- 下内膳郵便局